# 가와키타촌 (고치현)
가와키타촌(일본어: 川北村)은 일본 고치현 아키군에 있던 촌이다. 현재의 아키시에 해당한다.

## 역사
- 1889년 4월 1일 - 정촌제 시행에 의해 근세이후의 가와키타촌이 단독으로 지자체를 형성하였다.
- 1954년 8월 1일 - 아키정·이오키촌·히가시가와촌·하타야마촌·이노쿠치촌·도이촌·아카노촌과 합병해 아키시가 성립, 동일 가와키타촌은 폐지되었다.

## 교통

### 철도
현재는 구촌지역에 도사쿠로시오 철도 아사선이 지나가지만 당시엔 미개통

## 참고 문헌
- 角川日本地名大辞典編纂委員会,『角川日本地名大辞典 39 高知県』1983, 角川書店